# Fenestraspis
Fenestraspis (лат.) — род трилобитов из отряда Phacopida, живших во времена девонского периода (верхний пражский — нижний эммский века).
Fenestraspis был весьма необычным трилобитом. Его голову, торакс и пигидий украшали загнутые кверху шипы; на тораксе и в задней части тела располагались обширные полости, а глаза были особо крупными и приподнятыми.

## Распространение
Вид Fenestraspis amauta известен только из нижнего и среднего девона Боливии (верхняя четверть нижней беленской формации), что примерно совпадает с переходом от пражского яруса к эммскому, возле Чакома-Кахуаноты и Патакамайи.